# Edgar Jesús Mejía Orozco

Bischofswappen von Edgar Jesús Mejía Orozco

Edgar Jesús Mejía Orozco (* 13. Januar 1976 in Barranquilla) ist ein kolumbianischer römisch-katholischer Geistlicher und Weihbischof in Barranquilla.

## Leben
Edgar Jesús Mejía Orozco studierte Philosophie und Katholische Theologie am Priesterseminar Juan XXIII. in Barranquilla. Am 17. November 2007 empfing er durch den Erzbischof von Barranquilla, Rubén Salazar Gómez, das Sakrament der Priesterweihe für das Erzbistum Barranquilla.
Mejía Orozco war nach der Priesterweihe zunächst von 2008 bis 2010 als Ausbilder am Priesterseminar Juan XXIII. in Barranquilla tätig, bevor er Pfarrer der Pfarrei San Carlos Borromeo wurde. 2012 wurde er für weiterführende Studien nach Rom entsandt, wo er 2014 an der Päpstlichen Universität Gregoriana ein Lizenziat im Fach Dogmatik erwarb. Ferner erlangte er 2015 an der Päpstlichen Universität Xaveriana in Bogotá ein Lizenziat im Fach Philosophie. Nach Rückkehr ins Erzbistum Barranquilla war Mejía Orozco erneut in der Priesterausbildung am Priesterseminar Juan XXIII. tätig. Von 2017 bis 2022 wirkte er als Pfarrer der Pfarrei Santo Tomás de Villanueva. Ab 2022 war Mejía Orozco Generalvikar des Erzbistums Barranquilla. Zudem fungierte er als Delegat für die Bibelpastoral und die Berufungspastoral. Darüber hinaus lehrte er bereits ab 2015 am Priesterseminar Juan XXIII. in Barranquilla.
Am 15. Mai 2024 ernannte ihn Papst Franziskus zum Titularbischof von Zattara und zum Weihbischof in Barranquilla. Der Erzbischof von Barranquilla, Pablo Emiro Salas Anteliz, spendete ihm und Dimas Antonio Acuña Jiménez am 27. Juli desselben Jahres in der Kathedrale María Reina in Barranquilla die Bischofsweihe; Mitkonsekratoren waren der emeritierte Erzbischof von Bogotá, Rubén Kardinal Salazar Gómez, und der emeritierte Erzbischof von Barranquilla, Jairo Jaramillo Monsalve, sowie der Bischof von Santa Marta, José Mario Bacci Trespalacios CIM, und der Apostolische Nuntius in Kolumbien, Erzbischof Paolo Rudelli. Mejía Orozco wählte den Wahlspruch Totus tuus Domine Jesu („Ganz Dein, Herr Jesu“).